# Museum Catharijneconvent

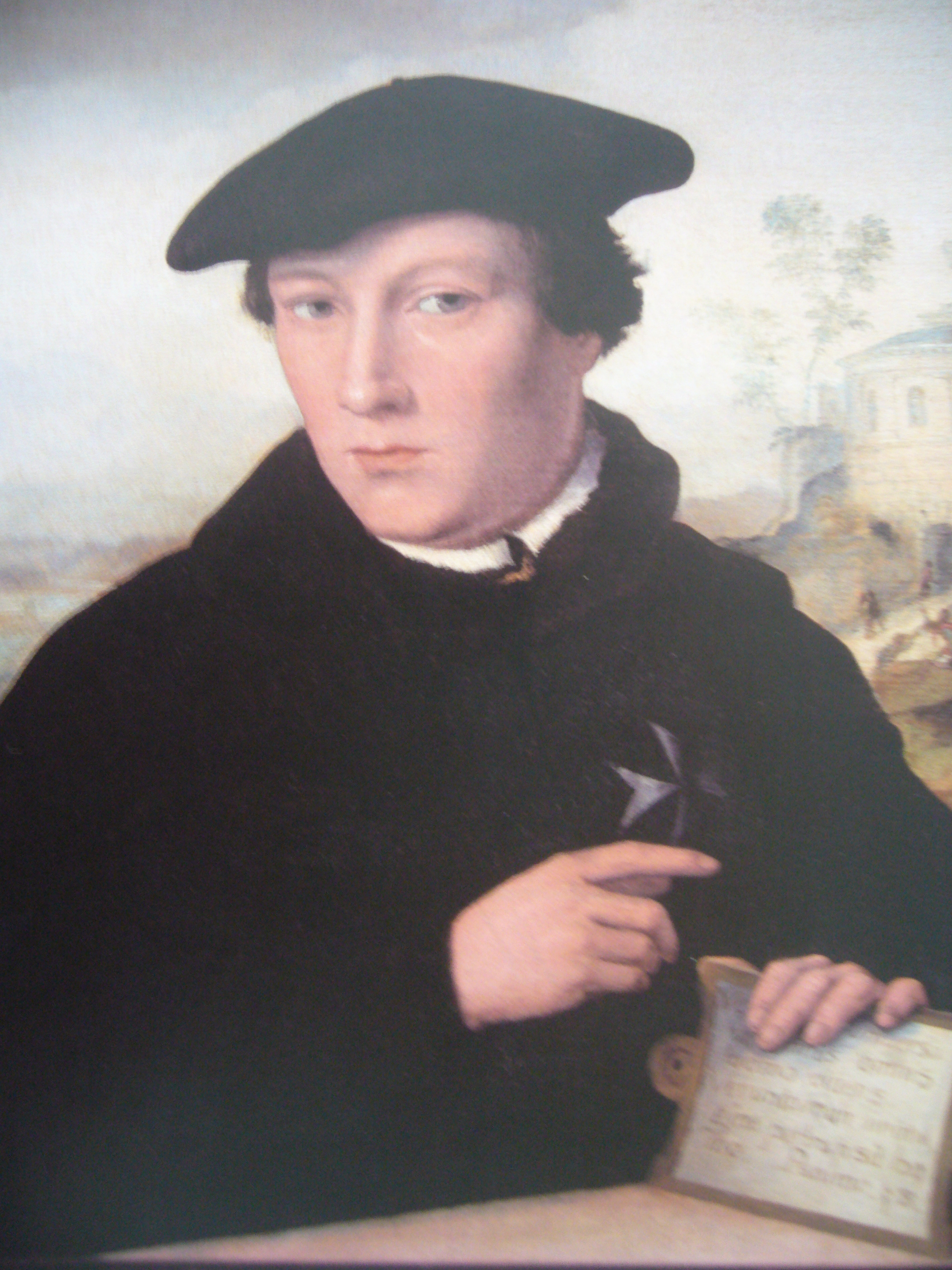
Hendrick Barck, balijer van 1561–1602, mit Johanniterkreuz, Jan van Scorel (ca. 1561–1565) zugeschrieben
Sammlung: Museum Catharijneconvent

Das Museum Catharijneconvent Utrecht ist ein nationales niederländisches Museum (sog. Rijksmuseum) für religiöse Kunst. Es ist untergebracht in einem ehemaligen Kloster, dem Katharinenkonvent in Utrecht. Das Museum wurde 1979 eröffnet und im Jahr darauf zum Europäischen Museum des Jahres gekürt.

## Sammlung
Das Museum beherbergt eine Sammlung historischer und kunsthistorischer Exponate, insbesondere die Sammlung des Erzbischofs von Utrecht, der bis 1979 im Katharinenkonvent residierte. Der Sammlungszeitraum reicht vom frühen Mittelalter bis ins 21. Jahrhundert. Die Sammlung ermöglicht Einblicke in die christliche Kunst und Kultur sowie die Geschichte der Niederlande.
Die niederländische Malerei des 16. und 17. Jahrhunderts wird unter anderem durch Werke von Jan van Scorel und Pieter Saenredam präsentiert. Von Werken der jüngeren Kunst sind Kunstwerke von Jan Toorop, Shinkichi Tajiri, Frans Franciscus und Marc Mulders zu sehen.